# Pavlov (Žďár nad Sázavou)
Pavlov é uma comuna checa localizada na região de Vysočina, distrito de Žďár nad Sázavou.